# Produktionsoptimum
Man spricht in der Volkswirtschaftslehre von einem Produktionsoptimum, wenn die Aufteilung von Produktionsfaktoren auf Güter Pareto-optimal ist. Dies gilt genau dann, wenn die Grenzrate der Faktorsubstitution für die Güter identisch ist. Die Kurve der Optimalpunkte in einem Koordinatensystem bezeichnet man als Transformationskurve.